# Canal de Occidente
El canal de Occidente (51°46′S 61°11′O / -51.767, -61.183) (en inglés: Grey Channel) es un pasaje de mar del sector occidental del archipiélago de las Malvinas, que se encuentra entre la isla de Goicoechea al norte y la isla San Rafael y otra innominada al sur. Está libre de todo peligro conocido a ambos lados de las rocas Foca, pero las corrientes de marea son muy fuertes, particularmente con vientos del oeste.
Administrativamente, este canal pertenece al departamento Islas del Atlántico Sur de la provincia de Tierra del Fuego, Antártida e Islas del Atlántico Sur.